# Domici Antígon
Domici Antígon (llatí: Domitius Antigonus) fou un polític i senador de l'Imperi Romà al segle iii. Entre el 235 i el 236 dC fou governador de la província de Mèsia Inferior.